# 豊原ミツ子
豊原 ミツ子（とよはら みつこ、1938年5月19日 - ）は、日本のエッセイスト、フリーアナウンサー。有限会社吉田企画に所属している。大阪府大阪市都島区出身。

## 経歴
- 慶應義塾大学法学部卒業[1]。大学在学中、部員不足の演劇部に助っ人としてかり出されたことがあり、これがきっかけで『キンピラ先生青春記』（TBS）などのテレビドラマに出演する[1]。大学卒業後、1961年フジテレビにアナウンサーとして入社[1]。同期に、日枝久（元代表取締役会長）、中野安子がいる。
- 1963年、当時のフジテレビが強いていた女性社員25歳定年制により、わずか2年での退社を余儀なくされる。その後フリーアナウンサーに転身し、多数のテレビ番組に出演する。特にTBS『（森本ワイド）モーニングEye』の名物コーナー「豊原ミツ子のやるっきゃない!」では体当たりのレポートが受け、1986年の「ゆうもあ大賞」を受賞した。
- エッセイストとしても活躍。子育てや3人の両親・義母を介護した経験を生かした著書は、度々ドラマ化された。
- 趣味はゴルフ、旅行。

## 出演番組
- ザ・ヒットパレード（フジテレビ、1961年 - 1966年）
- タワーバラエティ（同）
- 森永スパーク・ショー（同、1962年 - 1963年）
- 家族そろって歌合戦（TBS、初代アシスタント）
- おはようワイド・土曜の朝に(ABC、初代アシスタント）
- モーニングEye「豊原ミツ子のやるっきゃない!」（同）

ほか多数

## 著書
- 『ハローオックン : 豊原ミツ子の子育て熱中記』サンケイ出版、1981年4月。NDLJP:12100963。
- 『わたしの姑ばなれ』海竜社、1983年12月10日。NDLJP:12150094。
- 『人間、稼がにゃなんね : こんなスゴイおばあちゃんがいた!』海竜社、1986年6月。NDLJP:12147202。
- 『豊原ミツ子のやるっきゃない! : 人生まだまだこれから』広済堂出版、1986年12月。NDLJP:12412324。
- 『わたしの娘ばなれ』海竜社、1987年7月。NDLJP:13318110。
- 『わたしは単身留守番中(ママひとりルスバンやく)』広済堂出版、1988年8月。NDLJP:13294518。
- 『オムライスのころ』広済堂出版、1990年6月。NDLJP:13294739。
- 『ごめんね!お姑さん、お母さん : 嫁として娘としてボケとたたかう 豊原ミツ子の看老の記』講談社、1990年7月。NDLJP:13155866。
- 『わたしの別居人生 : 幸せをありがとう』海竜社、1993年9月。NDLJP:13078181。
- 『おばあちゃんと呼ばれたい : もう一つの素敵な人生があった』海竜社、1995年6月。NDLJP:13179614。
- 『いい嫁、やめた : 姑との27年戦争(祥伝社黄金文庫)』祥伝社、2000年2月。NDLJP:13984766。※「わたしの姑ばなれ」に補筆して改題